# Duell
Duell is de een Nederlandse fietsenfabrikant. Duell was eerst gevestigd in Monster, later in Hoek van Holland, thans in Baarle-Nassau.
Reeds in de jaren tachtig van de 20e eeuw begon Jan van Dalen, een niet onverdienstelijk amateurwielrenner, met het solderen van zijn eigen frames. Hieruit ontstond al snel een eigen fabriek, die de naam Duell kreeg.
Duell legt zich toe op de fabricage van hoogwaardige stalen frames voor wielrennen. Frames voor mountainbiken hebben voorheen deel uitgemaakt van het programma, maar zijn weer uit de collectie verdwenen. Het 'ouderwetse' solderen is inmiddels vervangen door TIG lassen, hetgeen lichtere frames oplevert. Duell produceert naast het eigen merk ook voor huismerken van een handvol gespecialiseerde winkels.
Van Dalen is een van de weinig overgebleven framebouwers in Nederland die nog staal gebruikt als materiaal.

## Trivia
Volgens Van Dalen ontstond de naam Duell aan de keukentafel. Duel klonk Italiaans (vaak een pré in het wielrennen) en de extra l werd toegevoegd om de naam voller te maken.